# Gerbécourt
Gerbécourt é uma comuna francesa na região administrativa de Grande Leste, no departamento de Mosela. Estende-se por uma área de 2,95 km². Em 2010 a comuna tinha 85 habitantes (densidade: 28,8 hab./km²).